# Peter Sämann
Peter Sämann (* 18. Oktober 1947 in Wien) ist ein österreichischer Regisseur und Drehbuchautor. Seit 1978 war er bis zuletzt im Jahr 2012 an 39 Film- und Fernsehproduktionen als Regisseur beteiligt. Nur selten trat er als Drehbuchautor in Erscheinung, in den Jahren 1978 und 1979 war er auch als Filmeditor tätig.

## Filmografie
- 1979: Wochenende in Wien, Regie
- 1983: Morgengrauen, Regie/Buch
- 1985: Game Over, Fernsehfilm, Regie
- 1986: Der letzte Sommer, Fernsehfilm, Regie/Buch
- 1989: Tatort – Geld für den Griechen, Fernsehreihe, Regie
- 1990: Nasse Füße, (Fernsehreihe Eurocops) Regie
- 1990: Treibgut, (Fernsehreihe Eurocops) Regie
- 1991: Tote schmuggeln nicht (Fernsehreihe Eurocops) Regie
- 1994: Iris & Violetta (Fernsehserie, 12 Folgen) Regie
- 1995: Duell zu dritt (Fernsehserie, 12 Folgen) Regie
- 1996: Fröhlich geschieden, Fernsehfilm, Regie/Buch
- 1996: Straße nach Istanbul, Fernsehfilm, Regie
- 1997: Schlosshotel Orth (Fernsehserie, 6 Folgen + Special) Regie
- 1999: Julia – eine ungewöhnliche Frau (Fernsehserie, 7 Folgen) Regie
- 2000: Tatort – Böses Blut Regie
- 2001: Tatort – Elvis lebt! Regie
- 2003: Tatort – Tödliche Souvenirs Regie
- 2004: Im Tal des Schweigens, Fernsehfilm, Regie
- 2005: Die Geierwally, Fernsehfilm, Regie
- 2005: Die Landärztin, Fernsehserie, Regie
- 2006: Der Erbhof – Im Tal des Schweigens 2, Fernsehfilm, Regie
- 2006: Die Landärztin – Diagnose Tollwut, Regie
- 2006: Folge deinem Herzen
- 2009: Mord in bester Gesellschaft: Der süße Duft des Bösen (Fernsehserie)
- 2009: Die Lebenslüge
- 2010: Die Liebe kommt mit dem Christkind
- 2011: Die Landärztin – Schicksalswege, Regie
- 2011: Der Winzerkrieg
- 2012: Lebe dein Leben
- 2012: Lilly Schönauer – Liebe auf den zweiten Blick
- 2012: Toni Costa – Kommissar auf Ibiza: Küchenkunst, Krimireihe, Regie